# Appendectomia

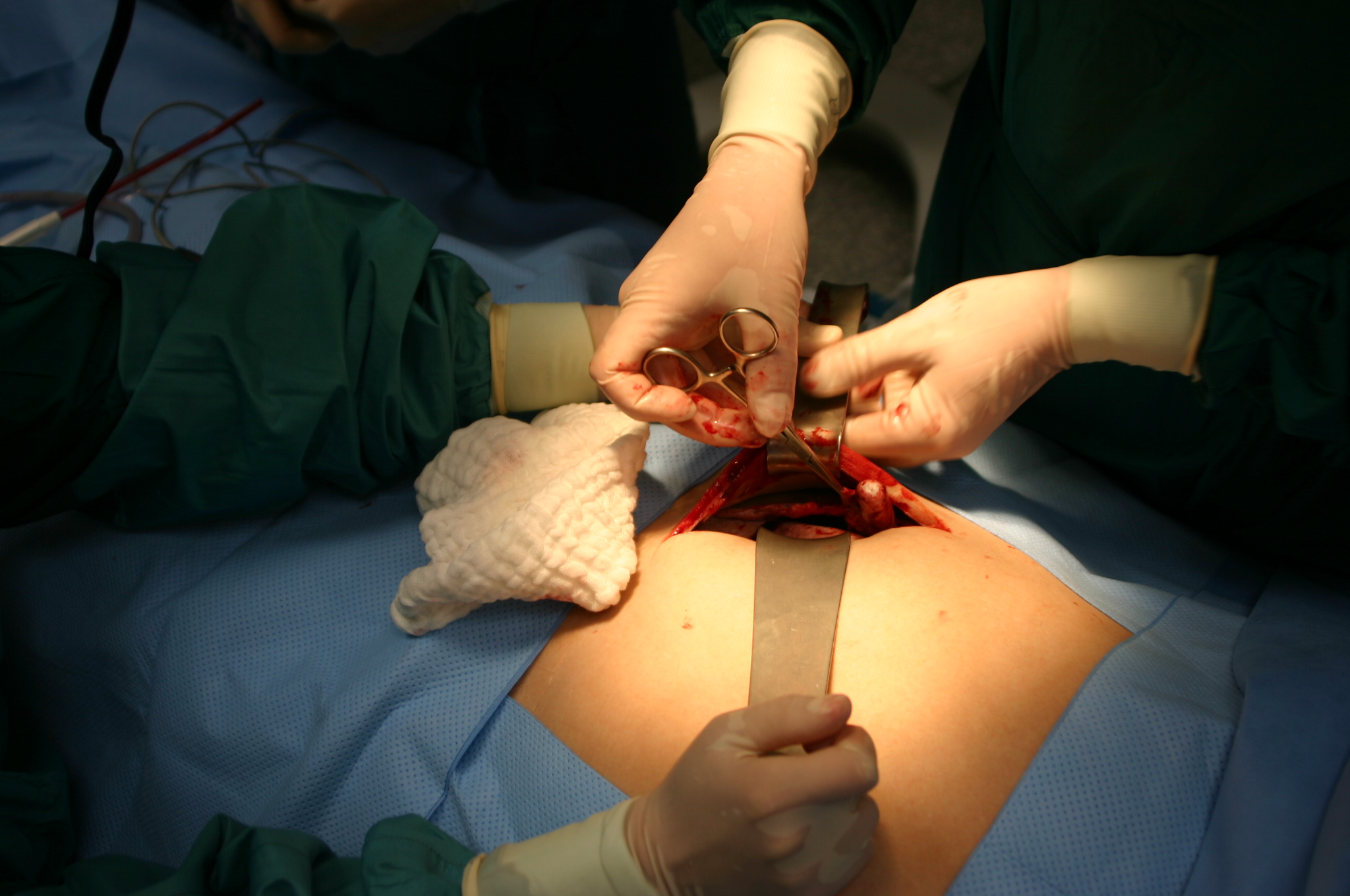
Folyamatban lévő appendectomia műtét

Az appendectomia vagy appendicectomia a féregnyúlvány sebészeti eltávolítását jelenti. Kivitelezése az esetek többségében egyszerű, de az anatómiai variációk és a gyulladás miatt néha komoly kihívást jelenthet.

## Indikációk
- Heveny féregnyúlvány-gyulladás
- Féregnyúlvány torsio
- Féregnyúlvány invaginatio

## Kontraindikáció
- Periappendicularis infiltratum
- Periappendicularis tályog
- Féregnyúlvány tumor

## Műtéti előkészítés
- Helyileg: borotválás
- Általános: antibiotikum profilaxis, thrombosis profilaxis

## Érzéstelenítés
- Helyileg
- Lumbal
- Epidural
- Általános

## Műtéti lehetőségek[1]
- Hagyományos (nyitott) appendectomia
- Laparoscopos appendectomia

A nyitott appendectomia előnye, hogy rövidebb a műtéti idő és különleges (laparoscopos) eszközöket nem igényel, ezzel szemben a laparosocopos appendectomia előnye, hogy az első két hétben az életminősége jobb a betegeknek. A szövődmények előfordulásában és a fájdalom erősségében egyes vizsgálatok szerint a nyitott és a laparoscopos appendectomia között nincs jelentős különbség. Más vizsgálatok szignifikáns előnyét igazolják a laparoscopos appendectomiának beteg kórházban való tartózkodása, fertőzés előfordulása és gastrointestinalis szövődmények előfordulása szempontjából.

## Laparoscopos appendectomia[4]
A következő esetekben előnyt jelent a hagyományos appendectomiával szemben:
- bizonytalan diagnózis ivarérett nőknél
- ectopiás appendix
- obesitas
- peritonitis esetén

## Szövődmények

### Műtét nélkül
- periapendicularis infiltratum
- periappendicularis tályog
- lokális peritonitis
- diffúz peritonitis
- peritonealis tályog
- pylephlebitis
- májtályog
- szepszis

### Műtéti szövődmények
kb. 20%-ban fordul elő
- - Intraoperatív
- vérzés
- bélsérülés (caecum, ileum) sérülés
  - Korai posztoperatív
- vérzés (ritkán)
- sebfertőzés (gyakran)
- elhúzódó bélparalízis
- diffúz peritonitis
- peritonealis tályog
- stercoralis fisztula
  - Késői posztoperatív
- bélösszenövések okozta ileus
- hasfali sérv
- idegentest-granuloma (fonal)
- torzító heg